# 186
| 186                |
| ------------------ |
| Dødsfald - Fødsler |
|                    |

| Gregoriansk kalender | 186 CLXXXVI             |
| Ab urbe condita      | 939                     |
| Armensk kalender     | I/T                     |
| Kinesiske kalender   | 2882 – 2883 乙丑 – 丙寅 |
| Etiopisk kalender    | 178 – 179               |
| Jødisk kalender      | 3946 – 3947             |
| Hindukalendere       |                         |
| - Vikram Samvat      | 241 – 242               |
| - Shaka Samvat       | 108 – 109               |
| - Kali Yuga          | 3287 – 3288             |
| Iransk kalender      | 436 BP – 435 BP         |
| Islamisk kalender    | 450 BH – 449 BH         |

Se også 186 (tal)